# Das letzte Problem
Das letzte Problem (auch Sein letzter Fall, Der letzte Fall oder Sherlock Holmes’ Untergang OT: The Final Problem) ist eine Sherlock-Holmes-Kurzgeschichte von Sir Arthur Conan Doyle. Sie ist die letzte des Bandes Die Memoiren des Sherlock Holmes und stammt aus dem Jahr 1893. Die Geschichte beinhaltet den Kampf des Meisterdetektivs gegen seinen kriminellen Gegner Professor Moriarty, der mit dem Sturz der beiden in die Reichenbachfälle bei Meiringen in der Schweiz endet.

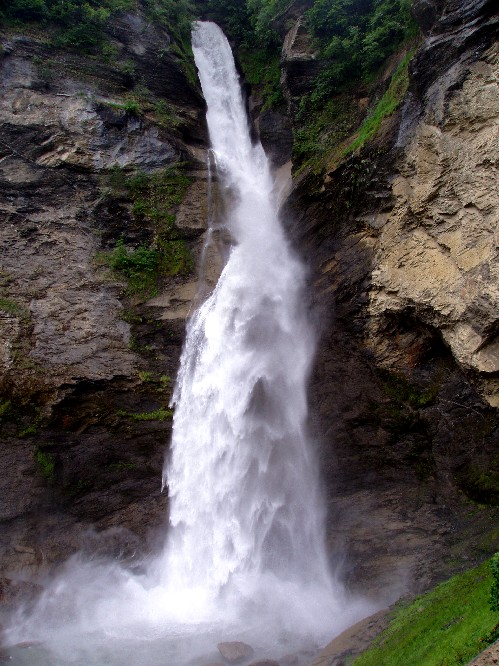
Der wirkliche Reichenbachfall

## Handlung
Sherlock Holmes ist dabei, den gefährlichsten Mann Londons festzunageln. Prof. Moriarty und seine Bande terrorisieren London schon seit langem mit ihren Geheimoperationen. Holmes gelingt es nun, alle Mitglieder der Bande dingfest zu machen, nur Moriarty selbst entkommt. Da Holmes befürchtet, dass sich Moriarty an ihm rächen will, reist er mit Watson quer durch Europa. In Meiringen in der Schweiz treffen Holmes und Moriarty schließlich wieder aufeinander. Ein letzter Kampf auf Leben und Tod findet am 4. Mai 1891 an den abgelegenen Reichenbachfällen statt, bei dem schließlich beide in die Tiefe stürzen. Watson, der zuvor durch einen fingierten medizinischen Notfall in das Dorf zurückgerufen wurde und somit den Kampf nicht persönlich beobachtet hat, schließt schließlich auf den Tod der beiden. Holmes’ Leiche jedoch wurde nie gefunden.
In der Kurzgeschichte Das leere Haus (von 1903) werden schließlich die tatsächlichen Details des Kampfes und des (vermeintlichen) Sturzes offenbart.

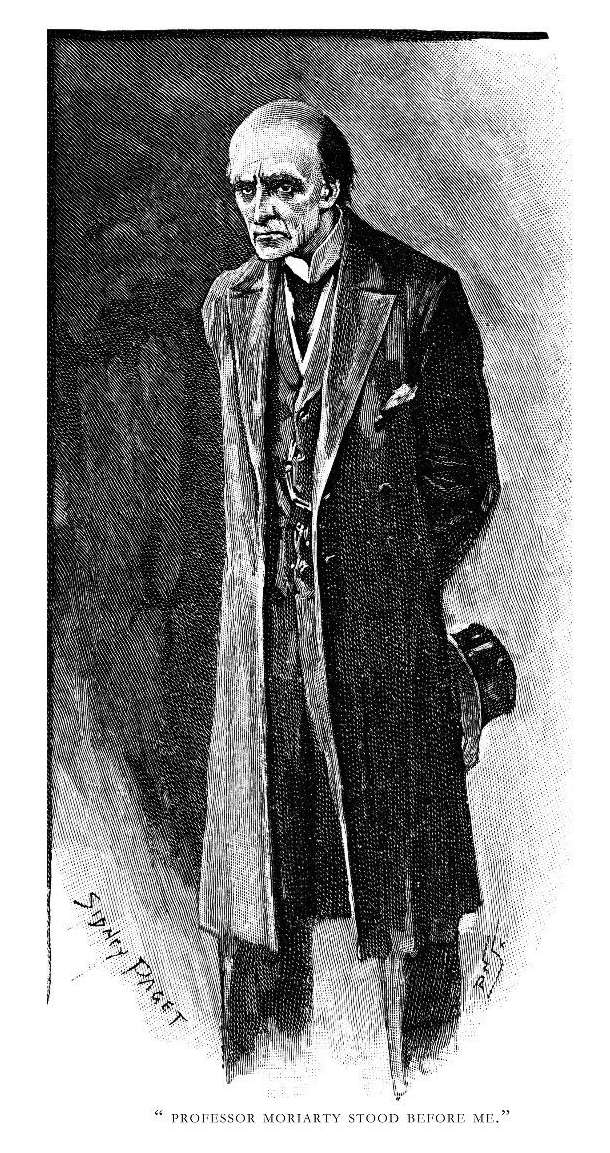
Professor Moriarty, Illustration von Sidney Paget aus dem Jahr 1893

## Hintergrund
Die Geschichte sollte mit dem Tod des Protagonisten das Ende der Sherlock-Holmes-Reihe sein, da Doyle das regelmäßige Verfassen neuer Detektiv-Geschichten zu zeitaufwendig wurde. Die Mutter des Schriftstellers, eine begeisterte Leserin der Geschichten, versuchte vergeblich ihren Sohn von dem Vorhaben abzubringen.
Die große Popularität, die Holmes inzwischen erlangt hatte, führte zu einer öffentlichen Trauer um die fiktive Person, so dass sich angeblich enttäuschte Leser in London schwarze Schleifen um den Oberarm banden. Viele Kunden kündigten das Abonnement des The-Strand-Magazins. Conan Doyle erhielt Briefe, in denen er als Ungeheuer oder Bestie beschimpft wurde.
Doyle setzte die Holmes-Serie ab 1901 mit dem Roman Der Hund der Baskervilles fort. Doyle war von einem Bekannten, Fletcher Robinson, auf eine Legende aufmerksam gemacht worden, nach der eine Familie in Dartmoor von einem geheimnisvollen Geisterhund verfolgt wurde. Doyle erkannte, dass dies ein idealer Holmes-Roman sein würde, der vor seinem Tod in der letzten Kurzgeschichte spielen sollte. Aufgrund des großen Erfolgs des Romans ließ sich Doyle von seinen Verlegern überreden, neue Geschichten über Sherlock Holmes für ein enorm hohes Honorar zu schreiben.
Holmes’ Tod wurde 1903 in The Empty House (dt.: Das leere Haus) literarisch revidiert, mit dieser Geschichte begann Doyles zweite Schaffensperiode in Bezug auf Sherlock Holmes. Die in dieser Geschichte kurz erwähnte „Auszeit“ (der „Great Hiatus“), die Sherlock Holmes unter dem Decknamen Sigerson u. a. in Tibet verbracht hat, wird in der Pastiche-Geschichte von Jamyang Norbu in dem 2004 in deutscher Übersetzung erschienenen Roman Das Mandala des Dalai Lama (Originaltitel: The Mandala of Sherlock Holmes: The Adventures of the Great Detective in India and Tibet) und in weiteren Pastiche-Geschichten dargestellt.

## Holmes gegen Moriarty
Obwohl Moriarty in Doyles Originalwerk nur in dieser Erzählung und dem Roman The Valley of Fear (dt.: Das Tal der Angst) in Erscheinung tritt, wurde er in der belletristischen Rezeption und in den Sherlock-Holmes-Pastiches zum größten Widersacher Holmes’ gemacht. Die Popularität Moriartys führte dazu, dass die Figur auch in vielen Verfilmungen auftrat, beispielsweise in dem Spielfilm Die Abenteuer des Sherlock Holmes von 1939, der frei auf einem Theaterstück von William Gillette basiert. George Zucco, der Moriarty spielt, gehört zu den bekanntesten Darstellern in der Rolle.
Zuletzt wurden der Zweikampf an den Reichenbachfällen, seine „wahre“ Vorgeschichte und die Ereignisse, die danach in London stattfanden, im 2014 erschienenen Roman Der Fall Moriarty von Anthony Horowitz aus Moriartys Sicht geschildert. In diesem Buch überlebt er und nimmt die Identität eines Ermittlers von Pinkerton an, um den Scotland-Yard-Inspektor Athelny Jones und letztlich dessen gesamten Apparat zu instrumentalisieren, um einen aus den USA eingewanderten Konkurrenten auszuschalten. Letztlich verlässt er Großbritannien mit dem Ziel New York, um dort das Verbrecherimperium seines schlussendlich besiegten Widersachers zu übernehmen. So erklärt sich auch, dass Moriarty nach der Rückkehr von Holmes nicht wieder in London sein Unwesen treibt.
Ebenfalls 2014 wird die Vorgeschichte des Zweikampfes von Holmes und Moriarty von der Autorin Annelie Wendeberg in 4 Romanen dargestellt (Teufelsgrinsen, Tiefer Fall, Der irische Löwe, Die lange Reise). Hiernach begegnet eine junge Frau, Anna Kronberg, die lange als Mann verkleidet gelebt sowie Medizin studiert und als Arzt praktiziert, Holmes, der sich mit ihr verbunden fühlt. Nachdem sie mit Holmes Menschenversuche zu medizinischen Zwecken vereitelt hat, entführt Professor Moriarty, der hinter der Angelegenheit steht, sie und zwingt sie, die Versuche mit tödlichen Krankheiten zum Zwecke der biologischen Kriegsführung fortzusetzen. Sie verliebt sich scheinbar in Moriarty, verrät diesen jedoch an Holmes, was letztlich zum Kampf an den Reichenbachfällen führt.

## Verfilmungen
- Die erste Verfilmung stammt aus dem Jahr 1923 mit Eille Norwood als Sherlock Holmes. Gedreht wurde bei der Cedar Gorge-Schlucht in Somerset, England.[2]
- 1985 wurde die Story von Granada Television im Rahmen der Fernsehserie Sherlock Holmes mit Jeremy Brett (Holmes), David Burke (Watson) und Eric Porter (Moriarty) an Originalschauplätzen verfilmt.

- Der zweite Teil von Guy Ritchies Sherlock-Holmes-Verfilmungen, Sherlock Holmes: Spiel im Schatten, verarbeitet lose verschiedene Motive aus der Geschichte, vor allem die Beziehung zwischen Holmes und Moriarty, die zwischen Konkurrenz und Faszination der beiden füreinander changiert, und den finalen Kampf in Reichenbach. Dabei nimmt das Ende des Films, anders als die Geschichte, die Wiederkehr Holmes' jedoch vorweg.

- 2012 sendete die BBC im Rahmen der Fernsehserie Sherlock eine Folge basierend auf dieser Geschichte. Der Reichenbachfall lief als Staffelfinale der zweiten Staffel.

## Hörspiele
- 1968: Das letzte Problem – Produktion: BR; Regie: Heinz-Günter Stamm, mit Peter Pasetti (Sherlock Holmes), Erik Schumann (Dr. Watson), Friedrich Joloff (Professor Moriarty), Paul Bürks (Der Wirt vom Englischen Hof) und Frithjof Vierock (Ein Schweizer Junge); Laufzeit (Audio-CD) 41'15 Minuten, ISBN 978-3-89813-309-8
- 2011 Die Memoiren des Sherlock Holmes – Sein letzter Fall, Sprecher: Wolfgang Gerber, Verlag: Buchfunk Hörbücherverlag GbR, Laufzeit: 56'41 Minuten

### Weitere Informationen
- "Das letzte Problem" im deutschen Sherlock Holmes Wiki